# Okręg wyborczy Kingston
Okręg wyborczy Kingston (ang. Division of Kingston) – jednomandatowy okręg wyborczy do Izby Reprezentantów Australii, położony w południowej części Adelaide. Patronem okręgu jest były premier Australii Południowej Charles Kingston, zaś pierwsze wybory odbyły się w nim w 1949 roku.

## Lista posłów
| okres urzędowania | poseł            | przynależność              |
| ----------------- | ---------------- | -------------------------- |
| 1949-1951         | Jim Handby       | Liberalna Partia Australii |
| 1951-1966         | Pat Galvin       | Australijska Partia Pracy  |
| 1966-1969         | Kay Brownbill    | Liberalna Partia Australii |
| 1969-1975         | Richard Gun      | Australijska Partia Pracy  |
| 1975-1983         | Grant Chapman    | Liberalna Partia Australii |
| 1983-1996         | Gordon Bilney    | Australijska Partia Pracy  |
| 1996-1998         | Susan Jeanes     | Liberalna Partia Australii |
| 1998-2004         | David Cox        | Australijska Partia Pracy  |
| 2004-2007         | Kym Richardson   | Liberalna Partia Australii |
| od 2007           | Amanda Rishworth | Australijska Partia Pracy  |

źródło:

## Dawne granice

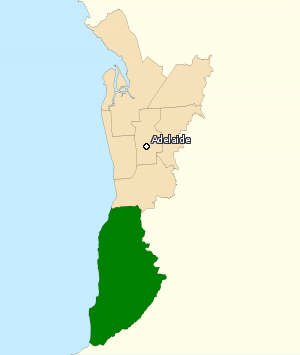
Okręg w granicach z lat 2004-2013